# Hulu (commune d'Ulricehamn)
Pour les articles homonymes, voir Hulu.
Hulu est une localité de Suède située dans la commune d'Ulricehamn du comté de Västra Götaland. Elle couvre une superficie de 0,41 km2. En 2010, elle compte 266 habitants.